# Чаганська сільська рада
Чаганська сільська рада (рос. Чаганский сельский совет) — муніципальне утворення у складі Камизяцького району Астраханської області, Російська Федерація. Адміністративний центр та єдиний населений пункт — село Чаган.

## Географічне положення
Сільська рада розташована у крайній північній частині району, межуючи із Приволзьким районом. Територією сільради протікають Волга та її протоки Кізань, Камизяк та Великий Кал.

## Історія
Сільрада утворена рішенням Астраханської обласної ради від 24 жовтня 1989 року № 614.

## Населення
Населення — 1540 осіб (2011; 1464 в 2010).
Національний склад:
- росіяни — 927
- казахи — 401
- азербайджанці — 65
- турки — 61
- татари — 52
- чуваші — 5
- білоруси та таджики — по 4
- грузини, корейці та українці — 3
- калмики, ногайці, молдовани та осетини — по 2
- туркмени, євреї та кумики — по 1

## Господарство
Провідною галуззю господарства виступає сільське господарство. Земельний фонд включає 27,85 км² сільськогосподарських земель, з яких рілля становить 39,6%, сінокоси — 34,5% та пасовиська — 19,7%. Тваринництво займається розведенням великої рогатої худоби, овець, кіз, коней та птахів. Відповідно основною продукцією виступають м'ясо, молоко, шерсть та яйця. Рослинництво займається вирощуванням овочів, зернових та картоплі. У сільраді розвинено рибальство. Серед промислових підприємств працюють 3 пекарні та підприємство з переробки овочів і фруктів «Астраханський пектин».
Серед закладів соціальної сфери у сільраді діють фельдшерсько-акушерський пункт, дитячий садок на 120 місць, середня школа на 350 місць, будинок культури, сільська бібліотека.
Транспорт у сільраді представлений автомобільною дорогою Астрахань — Образцово-Травіно та судноплавними річками.